# Dominica United Workers' Party
De Dominica United Workers' Party (Nederland: Verenigde Arbeiderspartij van Dominica) is een politieke partij op Dominica.
De DUWP is een sociaaldemocratische partij. Bij de verkiezingen van 1990 - de eerste verkiezingen waaraan de partij meedeed - behaalde partij een grote overwinning. De partij won 6 van het 21 zetels tellende parlement (House of Assembly). De Dominica Freedom Party bleef echter de grootste partij. Bij de verkiezingen van 1995 won de partij 11 van de 21 zetels en vormde Edison James een regering. Bij de verkiezingen van 2000 verloor de DUWP 2 zetels en werd hierdoor voorbijgestreefd door de Dominica Labour Party. In 2005 verloor de DUWP opnieuw een zetel en bezet dus 8 van de 21 zetels in het parlement. De partij is thans de voornaamste oppositiepartij. Edison James leidt de partij nog steeds.